# Вадівська бучина
Вадівська бучина — ботанічна пам'ятка природи місцевого значення в Україні.
У 2010 році увійшла до складу регіонального ландшафтного парку «Дністровський каньйон».

## Розташування
Вадівська бучина розташована поблизу села Стінка Чортківського району Тернопільської області у кварталі 22 виділах 17, 18 Золотопотіцького лісництва ДП «Бучацьке лісове господарство» в межах лісового урочища «Вадова».

## Пам'ятка
Оголошена об'єктом природно-заповідного фонду рішенням виконкому Тернопільської обласної ради № 589 від 5 жовтня 1981. Перебуває у віданні державного лісогосподарського об'єднання «Тернопільліс».

## Характеристика
Площа — 5,8 га.
Під охороною — високопродуктивне букове насадження І-го бонітету віком 80 р. та буково-грабово-яворо-липове насадження І-го бонітету віком 90 р.